# Fakse kommun
Fakse kommun (danska: Fakse Kommune) var en kommun i dåvarande Storstrøms amt i sydöstra Danmark. Kommunen omfattade ett område på den sydöstra delen av ön Själland och hade 12 384 invånare (2004). Tätorten Fakse (sedan 2007 stavat Faxe) utgjorde kommunens centralort.

## Administrativ historik
Fakse kommun bildades i samband med kommunreformen 1970 genom en sammanslagning av de fyra landskommunerna Alslev, Fakse, Karise och Spjellerup-Smerup.
Den 1 januari 2007, som en del av kommunreformen 2007, gick Fakse kommun, tillsammans med kommunerna Haslev och Rønnede, upp i den då nybildade Faxe kommun.

## Socknar
Inom Danska folkkyrkan var dåvarande Fakse kommun indelad i åtta socknar:
- Alslevs socken
- Fakse socken
- Hylleholts socken
- Karise socken
- Roholte socken
- Smerups socken
- Spjellerups socken
- Vemmetofte socken

Socknarna ingår i Tryggevælde prosteri i Roskilde stift.

## Borgmästare
- Ejnar Jensen, 1 april 1970–31 mars 1974
- Jens Berendt, 1 april 1974–31 december 1989
- Signe Bartel, 1 januari 1990–31 december 1993
- René Tuekær, 1 januari 1994–31 december 1997
- Signe Bartel, 1 januari 1998–31 december 2001
- René Tuekær, 1 januari 2002–31 december 2006

Denna lista hämtas från Wikidata. Informationen kan ändras där.